# Simon Mason
Simon Mason, angleški hokejist na travi, * 30. marec 1973.
Sodeloval je v hokeju na poletnih olimpijskih igrah leta 1996, leta 2000 in leta 2004.